# 潤煙鎮 (印第安納州)
潤煙鎮（英語：Runyantown）是位於美國印地安納州克拉克縣的一個非建制地區。該地的面積和人口皆未知。

## 地理
潤煙鎮的座標為38°29′22″N 85°36′53″W / 38.48944°N 85.61472°W，而該地的平均海拔高度為184米（即604英尺）。